# 私の町の千葉くんは。
『私の町の千葉くんは。』（わたしのまちのちばくんは）は、おかもととかさによる日本の漫画作品。『ハツキス』（講談社）にて、2018年1月号から15号まで連載。その後、『Kiss』（同）にて、2019年11月号から2021年9月号まで連載された。
2024年10月より、テレビ東京系にてテレビドラマ放送された。

## 書誌情報
- おかもととかさ  『私の町の千葉くんは。』  講談社〈KC Kiss〉、全9巻
  1. 2019年5月13日発売[3][講 1]、ISBN 978-4-06-516067-1（電子書籍版は2018年12月25日発売）
  2. 2019年6月13日発売[講 2]、ISBN 978-4-06-516200-2（電子書籍版は2018年12月25日発売）
    - 番外編（『Kiss』2019年1月号） - 電子書籍版には未収録。

  3. 2020年1月10日発売[講 3]、ISBN 978-4-06-518333-5（電子書籍版は2019年4月25日発売）
  4. 2020年3月13日発売[講 4]、ISBN 978-4-06-518899-6（電子書籍版は2019年9月13日発売）
  5. 2020年5月13日発売[講 5]、ISBN 978-4-06-519519-2（電子書籍版は2020年2月13日発売）
  6. 2020年7月13日発売[講 6]、ISBN 978-4-06-520277-7（電子書籍版は2020年5月13日発売）
  7. 2020年12月11日発売[講 7]、ISBN 978-4-06-521864-8（電子書籍版は2020年11月13日発売）
  8. 2021年5月13日発売[講 8]、ISBN 978-4-06-523242-2
  9. 2021年10月13日発売[講 9]、ISBN 978-4-06-525754-8

## テレビドラマ
2024年10月10日（9日深夜）から12月26日（25日深夜）までテレビ東京系「ドラマNEXT」枠で放送された。主演は井桁弘恵。

### キャスト

#### 主要人物
小野寺マチ（おのでら マチ）〈27〉
演 - 井桁弘恵
主人公。母校で教師をしている。
千葉悠人（ちば ゆうと）
演 - 山下幸輝
高校生。マチのクラスに転入してきた転入生。
千葉悠一（ちば ゆういち）
演 - 犬飼貴丈
悠人の兄。マチの高校時代の初恋相手。

#### 青沼高校

##### 職員
坂下みどり（さかした みどり）
演 - 樋口日奈
スクールカウンセラー。マチの同僚で良き理解者。
三船百合（みふね ゆり）
演 - 山野海
悠人のクラスの担任。
五十嵐修（いがらし おさむ）
演 - チャンス大城
教頭。
山内格（やまうち かく）
演 - 関口アナン
マチが学生として通っていた頃からいる古典教師。当時は「ひょろうち」と呼ばれていたが、今は結婚して嫁に改造され、見た目がパリッとしている。
和田朝子（わだ あさこ）
演 - 永田凜（第4話 - ）
教育実習生。

##### 生徒
吉岡咲
演 - 星乃夢奈
悠人の同級生。
鈴木圭介、松島由美、木村りかこ
演 - 植村颯太、彩香、木村葉月
悠人のクラスメイト。
生徒
演 - トラウデン都仁（役名：布施アズサ）、杉村上総（役名：工藤隆司）、永井理子（役名：奈子）、大崎凛（役名：凛花）

#### その他
長谷川拓也
演 - 西本たける（スーパーサイズ・ミー）
悠一の会社の先輩。

#### ゲスト
第1話
悠人の恋人
演 - 田丸りさ

第2話
- 植杉将也

第3話
動画配信者
演 - 康宥生（しゅくろーから夜ふかし）、和田嵩太郎（しゅくろーから夜ふかし）

### スタッフ
- 原作 - おかもととかさ『私の町の千葉くんは。』（講談社「Kiss」所載）[2][4]
- 演出 - 本田隆一[2][4]、中島叶（テレビ東京）[15]、新山康幸 [15]
- 脚本 - 的場友見[2][4]
- 音楽 - 戸田有里子
- オープニング主題歌 - WILD BLUE「Bubbles」（NICHION）
- エンディング主題歌 - SooYoung「この世界に映っているのは誰」（avex trax）[5]
- チーフプロデューサー - 山鹿達也（テレビ東京）[2][4]
- プロデューサー - 中島叶（テレビ東京）、清家優輝（ファインエンターテイメント）、岡田健人（ファインエンターテイメント）[2][4]
- タイトルロゴデザイン - 荘司哲郎（サリダス）[2][4]
- 制作 - テレビ東京、ファインエンターテイメント[2][4]
- 製作著作 - 「私の町の千葉くんは。」製作委員会[2][4]

### 放送日程
| 各話   | 放送日   | サブタイトル                                        | 演出     |
| ------ | -------- | --------------------------------------------------- | -------- |
| 第1話  | 10月10日 | 転校生は初恋相手の弟!?「初恋、こじらせてます。」    | 本田隆一 |
| 第2話  | 10月17日 | 初恋相手と衝撃の再会!!そして…「千葉兄弟がヤバい。」 | 本田隆一 |
| 第3話  | 10月24日 | 唇を奪うのは兄?弟?「千葉くんのキス。」              | 本田隆一 |
| 第4話  | 10月31日 | 恋のライバルは教育実習生!?「先生の過ち。」          | 本田隆一 |
| 第5話  | 11月07日 | 先生、顔見せてよ。「千葉くんの初恋。」              | 中島叶   |
| 第6話  | 11月14日 | あの夜の真実「初恋の夢と現実。」                    | 中島叶   |
| 第7話  | 11月21日 | 千葉弟、反撃開始。「花火とノスタルジー。」          | 本田隆一 |
| 第8話  | 11月28日 | 「転校の真実。」                                    | 本田隆一 |
| 第9話  | 12月05日 | 「思い出さなきゃよかった。」                        | 新山康幸 |
| 第10話 | 12月12日 | あの夜の真実2「もう嘘はつきたくない。」             | 新山康幸 |
| 第11話 | 12月19日 | 「さよなら千葉くん。」                              | 本田隆一 |
| 最終話 | 12月26日 | 完結、アラサー女子の初恋「さよなら千葉くん。」      | 本田隆一 |

### 放送局
| 放送期間                  | 放送時間                     | 放送局         | 対象地域       | 備考   |
| ------------------------- | ---------------------------- | -------------- | -------------- | ------ |
| 2024年10月10日 - 12月26日 | 木曜 0:30 - 1:00（水曜深夜） | テレビ東京     | 関東広域圏     | 製作局 |
|                           |                              | テレビ大阪     | 大阪府         |        |
|                           |                              | テレビ愛知     | 愛知県         |        |
|                           |                              | テレビせとうち | 岡山県・香川県 |        |
|                           |                              | テレビ北海道   | 北海道         |        |
|                           |                              | TVQ九州放送    | 福岡県         |        |
| 2025年1月10日 -           | 金曜 0:00 - 0:30（木曜深夜） | BSテレ東       | 全国           |        |

### ネット配信
| 配信開始月 | 配信サイト     | 配信料金     | 備考                             |
| ---------- | -------------- | ------------ | -------------------------------- |
| 2024年10月 | U-NEXT         | 定額制有料   | 同月2日の21:00より、一週先行配信 |
| 2024年10月 | ネットもテレ東 | 広告付き無料 | 見逃し配信                       |
| 2024年10月 | TVer           | 広告付き無料 | 見逃し配信                       |
| 2024年10月 | Lemino         | 広告付き無料 | 見逃し配信                       |

| テレビ東京系 ドラマNEXT                       | テレビ東京系 ドラマNEXT                            | テレビ東京系 ドラマNEXT                         |
| 前番組                                        | 番組名                                             | 次番組                                          |
| --------------------------------------------- | -------------------------------------------------- | ----------------------------------------------- |
| ひだまりが聴こえる （2024年7月4日 - 9月19日） | 私の町の千葉くんは。 （2024年10月10日 - 12月26日） | 五十嵐夫妻は偽装他人 （2025年1月9日 - 3月27日） |

### 講談社コミック
以下の出典は講談社公式ウェブサイト内のページ。書誌情報の発売日の出典としている。
1. ↑  “『私の町の千葉くんは。（1）』（おかもと とかさ）”.   講談社. 2025年6月14日閲覧。
2. ↑  “『私の町の千葉くんは。（2）』（おかもと とかさ）”.   講談社. 2025年6月14日閲覧。
3. ↑  “『私の町の千葉くんは。（3）』（おかもと とかさ）”.   講談社. 2025年6月14日閲覧。
4. ↑  “『私の町の千葉くんは。（4）』（おかもと とかさ）”.   講談社. 2025年6月14日閲覧。
5. ↑  “『私の町の千葉くんは。（5）』（おかもと とかさ）”.   講談社. 2025年6月14日閲覧。
6. ↑  “『私の町の千葉くんは。（6）』（おかもと とかさ）”.   講談社. 2025年6月14日閲覧。
7. ↑  “『私の町の千葉くんは。（7）』（おかもと とかさ）”.   講談社. 2025年6月14日閲覧。
8. ↑  “『私の町の千葉くんは。（8）』（おかもと とかさ）”.   講談社. 2025年6月14日閲覧。
9. ↑  “『私の町の千葉くんは。（9）』（おかもと とかさ）”.   講談社. 2025年6月14日閲覧。